# Karaté aux Jeux mondiaux de 1985
Aux Jeux mondiaux de 1985, organisés à Londres, au Royaume-Uni, des épreuves de karaté étaient au programme.

## Résultats

### Kata
| Rang | Pays       | Karatéka        |
| ---- | ---------- | --------------- |
| 1    | Japon      | Tsuguo Sakamoto |
| 2    | Japon      | Masashi Koyama  |
| 3    | États-Unis | Julio Martinez  |

| Rang | Pays   | Karatéka       |
| ---- | ------ | -------------- |
| 1    | Japon  | Mie Nakayama   |
| 2    | Taïwan | Chu Meyyueh    |
| 3    | Japon  | Stesuko Tajima |

### Kumite

#### Kumite masculin
| Rang | Pays        | Karatéka          |
| ---- | ----------- | ----------------- |
| 1    | Japon       | Sinichi Hasegawa  |
| 2    | Pays-Bas    | Ino Alberto       |
| 3    | France      | Jean-Louis Granet |
| 3    | Royaume-Uni | Abdu Shaher       |

| Rang | Pays     | Karatéka      |
| ---- | -------- | ------------- |
| 1    | Pays-Bas | Roel van Loen |
| 2    | Norvège  | Arno Lund     |
| 3    | Mexique  | Ignacio Lugo  |
| 3    | Suède    | Ramon Malavé  |

| Rang | Pays        | Karatéka      |
| ---- | ----------- | ------------- |
| 1    | Royaume-Uni | Cecil Hackett |
| 2    | Royaume-Uni | Jim Collins   |
| 3    | Japon       | Kyo Hayashi   |
| 3    | France      | Thierry Masci |

| Rang | Pays       | Karatéka        |
| ---- | ---------- | --------------- |
| 1    | Japon      | Yorihisa Uchida |
| 2    | France     | Serge Serfati   |
| 3    | États-Unis | D. Beam         |
| 3    | France     | Didier Moreau   |

| Rang | Pays        | Karatéka            |
| ---- | ----------- | ------------------- |
| 1    | Italie      | Gianluca Guazzaroni |
| 2    | France      | Pierre Pinard       |
| 3    | Norvège     | Arild Engh          |
| 3    | Royaume-Uni | Mervyn Etienne      |

| Rang | Pays        | Karatéka         |
| ---- | ----------- | ---------------- |
| 1    | Royaume-Uni | Jeff Thompson    |
| 2    | Suède       | Leslie Jensen    |
| 3    | Suède       | Karl Daggfeldt   |
| 3    | Italie      | Massimo di Luigi |

| Rang | Pays        | Karatéka       |
| ---- | ----------- | -------------- |
| 1    | Royaume-Uni | Vic Charles    |
| 2    | France      | Emmanuel Pinda |
| 3    | Norvège     | Arild Engh     |

#### Kumite féminin
| Rang | Pays       | Karatéka           |
| ---- | ---------- | ------------------ |
| 1    | France     | Catherine Girardet |
| 2    | Taïwan     | Li Yan             |
| 3    | États-Unis | A. Howard          |
| 3    | Venezuela  | C. Sequara         |

| Rang | Pays        | Karatéka        |
| ---- | ----------- | --------------- |
| 1    | Royaume-Uni | Beverly Morris  |
| 2    | États-Unis  | G. Black        |
| 3    | Allemagne   | Angelina Foster |
| 3    | Taïwan      | Wang Kueiyang   |

| Rang | Pays        | Karatéka            |
| ---- | ----------- | ------------------- |
| 1    | Royaume-Uni | Janice Argyle       |
| 2    | Italie      | Rosa Maria Ghidotti |
| 3    | Royaume-Uni | Yvette Bryan        |
| 3    | Norvège     | Stirre Nygaard      |